# Hoče-Slivnica
Hoče-Slivnica es un municipio de Eslovenia, situado en el este del país, en la región estadística del Drava y región histórica de Baja Estiria. Su capital es Spodnje Hoče.
En 2018 tiene 11 415 habitantes.
El municipio se ubica justo al sur de la ciudad de Maribor y las localidades que lo componen funcionan como urbanizaciones periféricas de la ciudad. Por su término municipal sale el ferrocarril que une Maribor con Liubliana, y en su territorio se cruzan las autovías E57 y E59 que unen Maribor respectivamente con Liubliana y Zagreb.

## Localidades
El municipio comprende las siguientes localidades:
- Bohova
- Čreta
- Hočko Pohorje
- Hotinja Vas
- Orehova Vas
- Pivola
- Polana
- Radizel
- Rogoza
- Slivnica pri Mariboru
- Slivniško Pohorje
- Spodnje Hoče (la capital)
- Zgornje Hoče